# صرصور ألماني

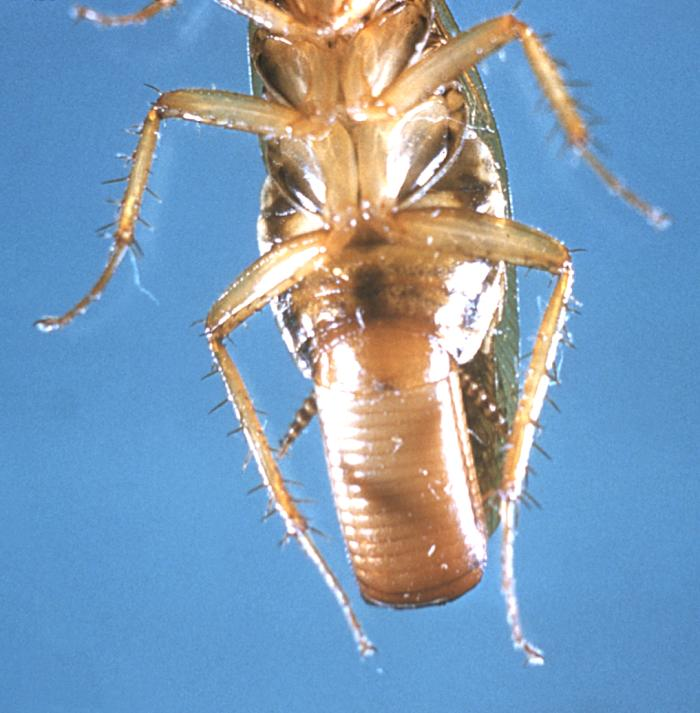
صورة لأنثى الصرصور الألماني يظهر خلالها المبيض.

الصرصور الألماني (الاسم العلمي: Blattella germanica) أحد أنواع الصراصير الصغيرة، حيث يتراوح طوله ما بين 1.3 سـم (0.51 بوصة) و1.6 سـم (0.63 بوصة)، إلا أنه عادةً ما يزيد حجمه. ويميل لون جلد الصرصور الألماني إلى درجة البني القريبة من الأسود، كما يتمتع بشريطَين أسودَين يمتدان بشكل متوازٍ من رأسه حتى قاعدة جناحيه. وعلى الرغم من تمتعه بأجنحةٍ، إلا أنه لا يستطيع الطيران. ويكثر وجود هذا الصرصور في الأماكن التي يسكنها البشر. حيث يوجد هذا الصرصور دائمًا في المطاعم وأماكن التصنيع الغذائي والفنادق ودور الرعاية. وفي الأجواء الباردة، يختبئ هذا الصرصور بالقرب من مساكن البشر نظرًا لأنه لا يقدر على تحمُّل البرودة بشكل كبير. ومع ذلك، فقد عُثر على بعض الصراصير الألمانية في أقصى الشمال في أليرت، إقليم نونافوت، وفي أقصى الجنوب في بتاغونيا الجنوبية. تُعد أفريقيا الموطن الأصلي للصرصور الألماني. ويشترك الصرصور الألماني مع الصرصور الأسيوي في العديد من الصفات،حيث يظهران للشخص العادي وكأنهما متطابقان بما يجعله لا يستطيع التمييز بينهما أحيانًا. وتندر رؤية هذا النوع من الصراصير في النهار، وخصوصًا في الأماكن التي تحتوي على أعدادٍ هائلةٍ من البشر أو تلك التي تملؤها الضوضاء. في حين تكثر رؤيتها في ساعات المساء حيث تُعد من الحشرات التي يزيد نشاطها في الليل. قد تنبعث من هذا النوع من الصراصير رائحة كريهة عند تهييجه أو تخويفه.

## مكافحة هذه الحشرة
عادةً ما ينجح الصرصور الألماني (الذي يُعرف أيضًا في الولايات المتحدة باسم "القلنسوة") في تكوين نمط حياتي داخل المباني، كما أنه يستطيع الإفلات بسهولةٍ من محاولات مكافحة الآفات، وذلك نظرًا لكثرة أعداد الحوريات التي تخرج من كل حقيبة بيض ولقرب مرحلة النضج الجنسي من مرحلة الولادة ولقدرتهم على الاختباء بسهولةٍ نظرًا لصغر حجمهم. تختلف أنثى الصرصور الألماني عن غيرها من أنواع الصراصير في أنها تحمل حقيبة البيض (التي تُعرف باسم المبيض) معها أثناء فترة الإنتاش دون أن تتركها مما يُعرض صغارها للخطر حال وجودها في الأماكن السكنية حيث يحاول قاطنو هذه الأماكن إبادتهم بشتى الطرق. يقل حجم هذا النوع من الصراصير عن حجم غيره من الأنواع الأخرى مما يُسهل عليه الهروب من البشر عن طريق الاختباء في الصدوع والشقوق الضيقة، ولذلك يفضَّل وضع طعم السم في الصدوع والشقوق القريبة من الأماكن السكنية لإبادتهم بشكلٍ أكثر فعالية. فمن المؤكد أن هذه الطريقة تُعد من أكثر طرق مكافحة حشرات المنازل فعاليةً حيث تقضي على 95% منها نظرًا لسرعة تكاثرها. تقضي المواد الهلامية كجل أدفيون (Advion) وجل ماكس فورس (max force) بفعاليةٍ على الصراصير  يتعرض الصرصور الألماني الذي يتجاهل وجود الحيوانات المنزلية داخل الأماكن السكنية إلى العديد من عمليات الافتراس. تزيد خاصية الانجذاب بالتماس التي يتمتع بها الصرصور الألماني من صعوبة مكافحته. تعيش الصراصير غير مكتملة النمو على فضلات الصراصير البالغة وريشها الذي تطرحه دوريًا وبالتالي تظل مختبئة بعيدًا عن رؤية البشر.

## الغذاء
الصرصور الألماني هو حشرة من ذوات المفصليات. وتفضِّل هذه الصراصير أكل النشا والسكريات والشحوم واللحوم، وعند عدم توفر هذه المواد الغذائية تتغذى هذه الصراصير على بعض المستلزمات المنزلية كالصابون والغراء و في المعجون الأسنان أو تتحول إلى حيواناتٍ متوحشةٍ يلتهم بعضها أجنحة وأرجل البعض الآخر.

## مقارنة بين الصراصير الثلاثة الأكثر انتشارًا
| نوع الصرصور        | الصرصور الألماني                                    | الصرصور الشرقي                                                  | الصرصور الأمريكي                          |
| الحجم              | ما بين 12 مـم (1.2 سـم) و15 مـم (1.5 سـم)           | ما بين 25 مـم (2.5 سـم) و30 مـم (3.0 سـم)                       | ما بين 28 مـم (2.8 سـم) و43 مـم (4.3 سـم) |
| الموطن             | المباني الحارة، ويفضَّل أن تبلغ حرارتها 32 °م (90 °ف) | الأماكن التي تتراوح حرارتها ما بين 20 °م (68 °ف) و29 °م (84 °ف) | نفس أماكن تواجد الصرصور الألماني          |
| فترة نمو الحوريات  | من 6 إلى 12 أسبوعًا                                  | من 6 من 12 شهرًا                                                 | من 4 إلى15 شهرًا                           |
| فترة حياته         | من 6 إلى 9 شهور                                     | من عام إلى عام ونصف                                             | من عام إلى عام ونصف                       |
| هل تستطيع الطيران? | لا                                                  | لا                                                              | نعم                                       |

## دورة حياة الصرصور الألماني
يبلغ متوسط دورة حياة الصرصور الألماني 100 يوم وقد تصل إلى 5 أشهر، وهي على ثلاث مراحل:

### المرحلة الأولى: مرحلة إنتاج البيض
تبدأ دورة حياة الصرصور بإنتاج البيض، وتنتج الإناث البالغة من 30 إلى 40 بيضة في كل مرة، ويفقس بيض الصراصير الألمانية في أقصر فترة حضانة أي في غضون 20 يوماً

### المرحلة الثانية: مرحلة الحورية
تظهر الحوريات الصغيرة بعد فقس البيض وتنمو عن طريق انسلاخ جلدها عدة مرات حتى تصل إلى مرحلة البلوغ، حيث تصبح الصراصير في كل مرة لامعة المظهر وناعمة الملمس مع لون داكن حتى تأخذ شكلها النهائي مع تصلب هيكلها الخارجي، ويعتمد معدل تطور الصراصير حتى تنضج وتكون بالغة على عدة عوامل أهمها ظروف البيئة المحيطة، إذ يمكن أن تتحول الحوريات إلى مرحلة البلوغ في غضون أسابيع قليلة.

### المرحلة الثالثة: مرحلة الصرصور البالغ
تكمل الصراصير الألمانية مرحلة الحورية وتصل للنضج خلال شهر تقريباً ويكون متوسط عمر الصراصير الألمانية البالغة بحد أقصى حوالي خمسة أشهر اعتماداً على الظروف البيئية التي تؤثر على بقاء الصراصير على قيد الحياة.

## وصلات خارجية
- German cockroach on the جامعة فلوريدا / IFAS Featured Creatures Web site
- German cockroach fact sheet from the جامعة ولاية بنسلفانيا Extension
- German cockroach information page from the EX-PEST website